# シアターアーツ
『シアターアーツ』は、日本の演劇評論家の団体であるAICT国際演劇評論家協会日本センターが発行する演劇批評雑誌である。発売元は晩成書房。国際演劇評論家協会（AICT）日本センターが主催する優れた演劇評論に与える「AICT演劇評論賞」、若手劇評家の登竜門である「シアターアーツ賞」を掲載する。創刊当初は年3回刊行だったが、2004年からは季刊。さらに2014年からは年1回の雑誌発行とWebサイト（通年）への劇評掲載へと移行。
創刊の背景として、白水社が演劇雑誌『レ・スペック』（旧『新劇』）を休刊したことに代表される1990年代になってからの劇評の発表の場が減少していくことへの危機感があり、批評家自らが発表する場を確保しようとして創刊された。